# Assassin's Creed: Brotherhood
Assassin's Creed Brotherhood este un joc video de acțiune-aventură, dezvoltat de Ubisoft Montreal și publicat de Ubisoft. Este al treilea titlu din ramura principală a seriei Assassin's Creed, o continuare directă a lui Assassin's Creed II din 2009, și al doilea capitol din 'trilogia Ezio'. Jocul a fost lansat în primă fază pe platformele PlayStation 3 și Xbox 360 în noiembrie 2010, și a devenit ulterior disponibil și pentru Microsoft Windows în martie 2011.
Povestea are loc într-o istorie ficțională și relatează conflictul etern dintre Asasini, care luptă pentru pace prin liber-arbitru, și Templieri, care doresc pacea prin control. Povestea din "prezent" are loc în secolul 21 și îl urmărește pe Desmond Miles care, cu ajutoul unei mașinării numite Animus, retrăiește aminitirile genetice ale strămoșilor săi pentru a preveni apocalipsa din 2012. Povestea principală are loc imediat după întâmplările din Assassin's Creed II, și îl are în prim-plan pe Asasinul Ezio Auditore de Firenze în Italia de secol 16, care încearcă să restabilească ordinul Asasinilor și să-și distrugă inamicii: familia Borgia.
Assassin's Creed: Brotherhood are loc într-o lume open world, este prezentat dintr-o perspectivă third-person, și se focusează pe abilitățile de luptă și stealth ale lui Desmond și Ezio pentru a elimina țintele și a explora mediul. Ezio este liber să navigheze prin Roma secolului 16 pentru a completa misiunile secundare, independente de povestea principală. Jocul a introdus o componentă de multiplayer în serie, zugrăvită ca un program de antrenare cu Templieri.
Jocul a fost primit cu laude de către critici, care au lăudat cadrul Romei, conținutul, îmbunătățirile de gameplay față de predecesorul său și introducerea modului multiplayer; povestea a fost primită majoritar pozitiv, cu toate că anumiți critici au găsit-o inferioară celei din Assassin's Creed II. A primit multiple premii, inclusiv premiul BAFTA pentru Cel mai bun joc de acțiune. A fost urmat în noiembrie 2011 de Assassin's Creed: Revelations, o continuare directă ce a servit ca și concluzie a poveștii lui Ezio, dar care a continuat povestea lui Desmond Miles.
O versiune remasterizată, împreună cu Assassin's Creed II și Assassin's Creed: Revelations, a fost lansată pentru PlayStation 4 și Xbox One pe 15 noiembrie 2016, ca parte a Colecției Ezio.

## Gameplay
Assassin's Creed: Brotherhood este un joc video de acțiune-aventură care pune accent pe un gameplay nonliniar, de sandbox, mișcări de parkour, stealth de amestecare în public, și un sistem de asasinare și luptă. Sistemul de luptă conține câteva îmbunătățiri și, pentru prima oară în serie, jocul oferă un mod multiplayer, pe lângă cele peste 15 ore de poveste single-player.
Jocul introduce un nou sistem de administrare: jucătorul poate recruta noi membrii prin distrugerea celor douăsprezece "turnuri Borgia" din Roma unde sunt staționate trupe papale ce hărțuiesc cetățenii din zona respectivă. Jucătorul, în rolul lui Ezio, îi poate trimite prin Europa sau anunța pentru a-l ajuta în timpul misiunilor (dacă nu sunt deja ocupați). Cel mai novice Asasin va câștiga experiență după asemenea acte, iar jucătorul le va putea modifica înfățișarea, abilitățile, și antrenamentul până la o anumită limită, prin folosirea punctelor pe care le-a câștigat. Asasinii pot muri în timpul misiunilor, și nu se vor mai întoarce. Ezio controlează noi dispozitive, precum aeroplanul lui Leonardo da Vinci, care poate fi folosit pentru decolarea de pe clădiri înalte, împreună cu săgeți cu otravă-ce acționează mai repede-, un arc, și abilitatea de a ține și arunca arme mai grele, precum topoare.

Ezio folosind sistemul BAM (Brotherhood Assist Move-Mișcarea de Ajutor a Frăției).

Cadrul principal este Roma, care a decăzut în ruină datorită conducerii corupte a familiei Borgia și a Tempierilor asupra Statelor Papale. La fel ca și orașul Monteriggioni din Assassin's Creed II, jucătorul poate investi în Roma și în dezvoltarea sa, și debloca recompense. Jucătorul trebuie să cucerească și să distrugă turnurile Borgia pentru a elibera zonele de influența familiei. Completarea acestora deblochează noi misiuni și oportunități. Roma este cel mai mare oraș creat vreodată după primele două jocuri (Roma este de trei ori mai mare decât Florența din Assassin's Creed II) și include cinci districte variate: Vaticano, Centro, Trastevere, Campagna și Antico. Spre deosebire de jocurile anterioare, călătoria între diferitele orașe și regiuni nu mai este prezentă, deoarece marea parte din acțiune are loc în jurul Romei. În schimb, o rețea de tuneluri a orașului îi permite jucătorului să traverseze cu ușurință (prin fast travel) din sector în sector. În plus, jucătorii vor putea să exploreze toată Roma, să viziteze portul din Napoli, o parte din Navarra, Spania, Valnerina, Lacul din Nevi și Monteriggioni din prezent.
Sistemul de luptă a fost modificat. Acțiunile ofensive și cele de 'lovește primul' sunt mai fatale în Brotherhood față de jocurile anterioare, acolo unde contra-atacurile erau mai eficiente. Înainte, jucătorul trebuia să aștepte ca AI-ul să lovească primul, iar acest lucru încetinea ritmul de luptă. AI-ul din acest joc este deci mai agresiv, iar inamicii pot ataca simultan. Pentru a se descotorosi de ei, Ezio poate folosi arme de încăierare (de ex. cuțite) și complexe (de ex. arcul) în același timp, precum și pistolul ascuns. După ce a omorât un dușman, jucătorul poate începe o serie de execuții pentru a elimina rapid inamicii.  Ezio poate arunca arme grele (topoare, sulițe, și săbii) spre inamici. Există noi arhetipuri de gărzi față de cele văzute în Assassin's Creed II precum călăreți, arcași, gărzi papale și altele.
Caii joacă un rol mai important în Brotherhood, putând fi folosiți nu doar ca mijloc de transport (înăuntrul orașului, pentru prima oară), ci și ca componentă în secvențele de acrobație și luptă avansată, permițând ca armele complexe să fie folosite în acest timp. Brotherhood introduce și diferite feluri de asasinări de pe cal, inclusiv asasinările de tip cal-vs-cal. Există și obiectele din mediul înconjurător precum vaza de flori din Assassin's Creed II care permit o mișcare mai rapidă prin oraș, dar și noi obiecte precum 'ascensoarele' pentru o urcare mai rapidă pe clădiri sau structuri.
Spre deosebire de jocurile anterioare, Desmond poate părăsi Animusul aproape în orice moment. Acest lucru îi permite lui Desmond să exploreze orașul Monteriggioni din prezent. Jucătorului îi este oferit și antrenamentul virtual, un mini-joc în care jucătorul își poate testa abilitățile de parkour sau luptă.

### Modul multiplayer
Assassin's Creed: Brotherhood este primul joc din ramură principală a seriei ce conține un mod multiplayer. Jucătorii sunt Templieri în interiorul complexului Abstergo. Ei pot folosi mașinăriile animi (plural lui animus) văzute la începutul lui Assassin's Creed II pentru a accesa amintirile strămoșilor Templieri și pentru a le obține abilitățile prin "bleeding effect-efectul sângerării". Există opt moduri de joc (Wanted, Alliance, Manhunt, Chest Capture, Advanced Wanted, Advanced Alliance, Escort și Assassinate) și diferite hărți, inclusiv zone din al doilea și al treilea joc, precum Florența, noua Romă, Castelul Gandolfo, Siena și Mont Saint-Michel. Gameplay-ul din modul multiplayer este similar cu cel de bază al seriei, jucătorii fiind nevoiți să-și folosească abilitățile de stealth și asasinare. Jucătorii trebuie să vâneze ținte în timp ce și ei sunt vânați la rândul lor. Jucătorii câștigă puncte prin asasinări, apărându-se împotriva cotropitorilor, câștigând bonusuri sau completând obiective specifice modului respectiv. Există și o varietate de personaje, marea parte dintre ele trebuind să fie deblocate.
Modul multiplayer conține și un sistem de niveluri, care le permite jucătorilor să deblocheze recompense și să avanseze în grad prin câștigarea de puncte-experiență în timpul meciurilor. Jucătorii pot apoi debloca abilități, avantaje și recompense. Abilitățile reprezintă iteme active, care pot fi folosite din nou după un timp de 'răcire'. Avantajele sunt iteme pasive, care pot fi echipate doar înaintea începerii meciului, dar rămân active mereu. Recompensele sunt bonusuri acordate pentru atingerea unui anumit număr de contracte reușite sau eșuate. Modul multiplayer în stadiul beta, disponibil exclusiv jucătorilor de pe PlayStation 3, a fost anunțat la E3 2010. A început pe 4 octombrie 2010, accesul timpuriu fiind disponibil membrilor PlayStation Plus din data de 27 septembrie, și s-a încheiat pe 18 octombrie 2010. Trei hărți erau jucabile în stadiul beta: Roma, Castel Gandolfo și Siena.

#### Moduri de joc
Liber-Pentru-Toți
În modul de joc Wanted, sunt cel puțin șase jucători pe hartă, iar aceștia trebuie să se asasineze între ei. Fiecărui jucător îi este dat un alt jucător ca și țintă. Obiectivul este de a găsi și a omorî ținta fără a fi văzut sau omorât de alți urmăritori. Dacă jucătorul iese din ascunziș, poate fi văzut mai ușor de ceilalți jucători, ceea ce va rezulta uneori într-o urmărire. Jucătorul cu cel mai mare scor la sfârșitul sesiunii câștigă. Jucătorii își vor pierde contractul dacă vor omorî vreun NPC, sunt amețiți de ținta proprie sau ținta lor proprie este omorâtă de un alt jucător. Un jucător nu poate omorî pe cineva care nu este ținta lor, dar își pot ameți urmăritorul. Modul de joc Advanced Wanted este o variantă mai complexă a modului Wanted, diferențele fiind numărul mai mare de NPC-uri de pe hartă, pentru a face mai dificilă găsirea țintei, și un compas mai puțin precis. În acest mod se pune, în general, mai mult accent pe stealth decât în Wanted.
Modul Assassinate este similar cu cel Wanted, doar că nu mai există contracte cu ținte, iar jucătorii sunt liberi să omoare orice alt jucător. Jucătorii trebuie să identifice personajele celorlalți jucători, după care îi pot asasina cu ajutorul funcției 'lock on'. Datorită faptului că doi jucători se pot omorî unul pe celălalt, cine folosește primul funcția lock on este vânătorul, iar celălalt devine vânatul. Compasul standard din modul Wanted este înlocuit de săgeți direcționale bazate pe proximitate, care se vor transforma într-un arc de cerc atunci când ceilalți jucători se apropie, și vor deveni eventual un cerc plin atunci când jucătorii sunt foarte aproape. La fel ca și în alte moduri, jucătorul cu cel mai mare scor la sfârșitul sesiunii câștigă.
Echipă
În modul de joc Alliance, există trei echipe, fiecare limitată la doi jucători care folosesc același avatar. Scopul acestui mod este de a obține mai multe puncte decât celelalte echipe, dar fiecare echipă este urmărită de cealaltă și îi este permis să omoare doar una singură (nu pe cea care o urmărește, dar vor putea să o amețească pe cea care o vânează). Acest mod încurajează lucrul în echipă, de vreme ce coechipierii se pot ajuta între ei sau pot asasina concomitent țintele. Modul Advanced Alliance mode este o variantă mai complexă a modului Alliance, și, la fel ca și la modul Advanced Wanted, compasul jucătorilor este mai puțin precis, iar funcția lock-on va fi mai dificilă de folosit.
În modul de joc Manhunt, există două echipe a câte patru. O echipă este cea care vânează, iar cealaltă este ținta. Fiecare echipă are personaje cu un avatar specific și vor permuta rolurile de vânător și vânat după fiecare rundă. Vânătorii obțin puncte prin asasinări, în timp ce țintele obțin puncte după ce scapă, amețesc adversarii, și rămân ascunși. Echipa cu cel mai mare scor câștigă. În modul Chest Capture există, la fel, două echipe a câte patru. O echipă este cea care vânează, iar cealaltă este ținta, ultima dintre ele fiind nevoită să fure cufere cu comori (lucru ce se poate întâmpla doar dacă jucătorii stau aproape de respectivele cufere). Fiecare echipă are personaje cu un avatar specific, iar rolurile de vânător și vânat se vor permuta după fiecare rundă. Vânătorii obțin puncte prin asasinări, în timp ce țintele obțin puncte după ce scapă, amețesc adversarii, și fură cuferele. Echipa cu cel mai mare scor câștigă. În modul de joc Escort, există o echipă a câte patru jucători ce protejează un NPC hoinar, în timp ce o altă echipă a câte patru încearcă să-l asasineze. În anumite momente, există și două NPC-uri ce trebuie protejate, iar acestea trec printr-o serie de checkpoint-uri, vizibile pentru ambele echipe. Când un NPC escortat este omorât, un altul este sincronizat. Acest mod de joc are două runde, iar rolurile de escortă și asasin se vor permuta după fiecare stagiune.

#### Personaje
Jucătorii pot alege dintr-un set de 21 de personaje, ce includ: Curtezane, Frizeri, Preoți, Nobili, Borfași, Călăi, Doctori, Fierari, Căpitani, Contrabandiști, Ingineri, Tâlhari, Hoți, Bufoni (o Bufonă este disponibilă prin uPlay) și Mercenari. Două personaje speciale erau disponibile doar în edițiile selecte de precomandă ale jocului: Bufona și Ofițerul. Cu toate acestea, aceste două personaje, precum și locațiile speciale Piața Traian și Apeductul, disponibile tot la fel în edițiile de precomandă, au fost incluse în DLC-ul Dispariția lui Da Vinci. Pachetul conține 4 personaje, Dama Rossa, Cavalerul, Marchizul, și Paria. Fiecare personaj are asasinări unice și arme unice. Personajele pot fi modificate și îmbunătățite pe vreme ce jucătorul avansează în rang. Modificările includ schimbarea culorii costumului, și echiparea de noi arsenale.

## Sinopsis

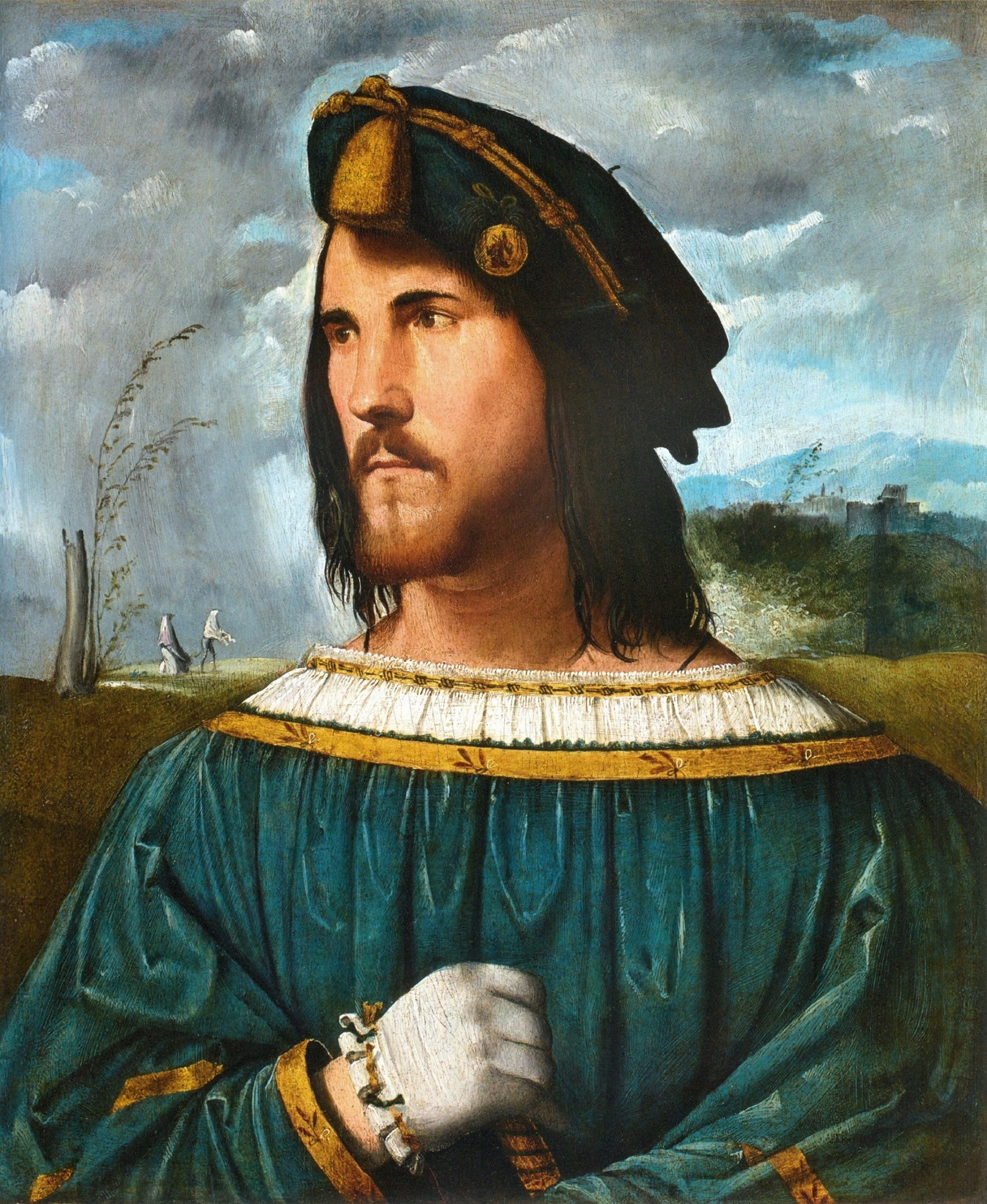
Portret al lui Cesare Borgia, de Altobello Melone

Povestea lui Desmond continuă de unde a rămas, în anul 2012. După ce au scăpat de atacul Templier de la sfârșitul lui Assassin's Creed II, Desmond Miles, Lucy Stillman, Rebecca Crane, și Shaun Hastings fug la Monteriggioni, unde se stabilesc într-o nouă ascunzătoare, în ruinele Villei Auditore. După ce restabilesc curentul electric prin tunelurile vechi de sub vilă, jucătorul preia din nou controlul lui Ezio Auditore prin amintirile genetice ale lui Desmond, folosind Animus-ul 2.0 (care este interfața amintirii jocului). Misiunea lui este de a găsi Mărul din Eden, un artefact important și misterios care ar putea preveni un dezastru iminent ce se crede a fi orchestrat de către Templieri.
Povestea lui Ezio continuă în anul 1499, unde iese din Seif, confuz și bulversat. El părăsește Roma cu ajutorul unchiului său, Mario Auditore, și se întoarce la Monteriggioni. Odată ajuns acasă, Ezio este împăcat cu faptul că răzbunarea sa personală s-a încheiat; cu toate acestea, Niccolò Machiavelli îl mustră pe Ezio pentru decizia de a-l lăsa în viață pe Rodrigo Borgia (acum Papa Alexandru al VI-lea). A doua zi - Ziua de Anul Nou - Monteriggioni este asediat de Cesare Borgia, fiul lui Rodrigo. Mario este omorât de mâna lui Cesare însuși, iar Mărul este furat de către Templieri. Ezio scapă cu familia sa și se întoarce la Roma, centrul puterii Templiere din Italia, căutând din nou răzbunare împotriva familiei Borgia. Acolo, el descoperă că Asasinii eșuează în lupta lor împotriva corupției. Hotărât să refacă Breasla, Ezio îl convinge pe Machiavelli că are ce trebuie pentru a forma o Frăție destul de puternică pentru a-i distruge pe Templieri și pe noul său inamic, Cesare.
În decursul următorilor patru ani, Ezio execută diferite sarcini pentru a slăbi influența familiei din capitală, sabotând resursele și asasinând subalternii lui Cesare, iar acest lucru are ca rezultat restaurarea Romei la fosta sa glorie. După ce restabilește Breasla Asasinilor la puterea completă, Ezio primește rangul de Il Mentore (italienescul pentru "Mentorul"), și este inițiat ca lider de facto al Asasinilor din Italia. În acest moment, și sora lui Ezio, Claudia, este inițiată în rândul Asasinilor.
Cesare, aflând de faptele lui Ezio, îl confruntă pe tatăl său și îi cere disperat mai mulți bani, dar și Mărul. Rodrigo refuză, nedorind să-i provoace pe Asasini, și încearcă să-și otrăvească fiul, realizând că dorința de putere a lui Cesare nu poate fi ținută în frâu. Cu toate acestea, Cesare, cu ajutorul surorii sale, Lucreția, întoarce roata de partea sa și își omoară tatăl. Ezio este martor la acest lucru, și, după ce află de locația Mărului, îl recuperează din interiorul Bazilicii Sf. Petru. Ezio îl folosește pentru a copleși forțele lui Cesare și a atrage susținătorii de partea sa; Cesare este arestat într-un final de Gărzile Papale ale lui Iulius al II-lea după ce Ezio și Asasinii îi omoară ultimii soldați rămași și îl îngenunchează.
Ceva timp mai târziu, Ezio folosește Mărul pentru a afla că Cesare, după ce a evadat din închisoare și a câștigat susținere din partea noului său aghiotant, Jean d'Albret, a asediat orașul Viana din Navarra. Ezio se întâlnește cu Cesare pe câmpul de luptă și se confruntă cu el. Ei ajung pe ruinele unui castel surpat, unde Cesare îi spune că el nu poate fi omorât de un muritor, iar Ezio îl "lasă în mâinile fortunei", împingându-l de pe castel spre moarte. Apoi, Ezio recuperează Mărul și îl ascunde într-un Templu al Primei Civilizații, din dedesubtul Bazilicii Sfânta Maria din Altarul Cerului.
Folosind coordonatele din amintirile lui Ezio, Desmond, Lucy, Shaun și Rebecca călătoresc spre Templu, intenționând să folosească Mărul pentru a localiza Templele rămase și a menține Piesele din Eden departe de Templieri. În vreme ce Desmond își face loc prin Templu, el este abordat de o proiecție holografică a unei anumite Iuno, care este după câte se pare din aceeași rasă cu Minerva; cu toate acestea, ea nu poate fi văzută sau auzită de Lucy, Shaun, sau Rebecca. Multe dintre grăirile sale se concentrează pe lipsa de cunoaștere a umanității. Ea spune că umanitatea este "inocentă și ignorantă;" și că oamenii nu au fost plăsmuiți pentru a fi înțelepți, deoarece le-au fost date doar cinci dintre cele șase simțuri: vedere, miros, gust, pipăit, și auzit, dar le lipește erudiția. Vorbele grijulii dispar apoi, ea devenind imediat furioasă, și țipând, "Trebuia să vă lăsăm așa cum erați!"
În vreme ce Desmond se apropie de Măr și îl atinge, timpul îngheață în jurul său, cu toate că el poate vorbi și se poate mișca. Într-un limbaj criptat, Juno îi spune lui Desmond că el este descendent al rasei ei, dar și inamicul lor în același timp; ea mai spune că există o femeie care l-ar putea acompania pe "poartă," dar nu are voie să intre. Ea preia controlul corpului lui Desmond și îl forțează să o omoare pe Lucy. Amândoi cad la pământ, Lucy murind, iar Desmond intrând în comă. În vreme ce creditele de final rulează, sunt auziți doi oameni care discută dacă să-l pună înapoi sau nu pe Desmond în Animus.

## Dezvoltare
Assassin's Creed: Brotherhood a fost dezvoltat de Ubisoft Montreal, același studio care a lucrat și la celelalte jocuri Assassin's Creed din ramura principală, și care a decis să fie din nou lider în producția celui de-al treilea joc. Un nou episod Assassin's Creed ce va conține modul multiplayer a fost anunțat în raportul fiscal al ultimului trimestru din 2009 al celor de la Ubisoft, dar numele nu a fost dezvăluit. La începutul lunii mai 2010, un angajat al GameStop a publicat pe internet anumite imagini cu o cutie de precomandă în care apărea titlul Assassin's Creed: Brotherhood, în timp ce Ubisoft anunța jocul pe Facebook și Twitter. Apoi, Ubisoft a confirmat autenticitatea acestor poze. Brotherhood nu a primit o cifră specifică, precum Assassin's Creed II, de vreme ce jucătorii și chiar și dezvoltatorii se așteptau la un nou cadru și un nou strămoș, în timp ce Brotherhood este doar o continuare a poveștii lui Ezio.
Jocul a fost dezvoltat în mare parte de Ubisoft Montreal în Canada. În stadiul de producție au mai participat alte patru studiouri Ubisoft: Annecy, Singapore, București și Québec City. Modul multiplayer a fost dezvoltat în principal de Ubisoft Annecy, studioul responsabil pentru crearea modului multiplayer din Tom Clancy's Splinter Cell: Chaos Theory. Ubisoft a anunțat și că are planuri cu conținutul descărcabil (DLC) pentru joc. Două seturi gratis de DLC-uri au fost lansate sub numele de "Actualizarea 1.0 a Proiectului Animus" și "Actualizarea 2.0 a Proiectului Animus". Primul include o nouă hartă cu Mont Saint-Michel și un nou mod multiplayer de joc, Advanced Alliance. "Actualizarea 2.0 a Proiectului Animus" a fost lansată în ianuarie 2011, și include o altă hartă, un mod multiplayer de joc și introducerea unui sistem de clasificare al jucătorilor. La capitolul performanță grafică, Ubisoft a comentat că se speră ca diferența dintre versiunile pentru PlayStation 3 și Xbox 360 să fie și mai mică cu Brotherhood.
Adițional, umoristul Danny Wallace și actrița Kristen Bell și-au reluat rolurile îndeplinite în Assassin's Creed II.
În timp ce jocul se afla încă în stadiul de dezvoltare și chiar înainte de prezentarea jocului de la E3 2010, regizorul creativ Patrice Désilets a părăsit compania. Ubisoft și managerul de producție Jean-Francois Boivin au declarat că el a intrat doar într-o "pauză creativă", dar că și-a încheiat treaba la Brotherhood. Un trailer al modului multiplayer a fost postat pe site-ul oficial înainte de E3. Un trailer cinematic de debut a fost difuzat în timpul conferinței de presă Ubisoft de la E3 2010, împreună cu primele minute din începutul jocului. Assassin's Creed: Brotherhood a primit statutul gold pe 28 octombrie 2010. Versiunea pentru Microsoft Windows folosește tehnologia Nvidia 3D Vision și suportă multi screen prin tehnologia AMD Eyefinity. Folosește protecția de copiere Tagès, precum și serviciul online de platformă Ubisoft, dar nu solicită o conexiune constantă la Internet. Pe 30 noiembrie 2010, a fost publicat un roman adaptat după acest joc.

## Muzica
Coloana sonoră a jocului, la fel ca și la jocurile Assassin's Creed anterioare, a fost compusă de Jesper Kyd. A fost lansată digital pe 16 noiembrie 2010. O lansare pe CD a acompaniat edițiile fizice selecte. Cu toate acestea, lista pieselor a fost alterată față de cea digitală — CD-ul are 22 de melodii, inclusiv 3 exclusive, dar îi lipsește piesa "Apple Chamber", prezentă în varianta digitală.
| Assassin's Creed Brotherhood (Coloana Sonoră Originală) |                                |         |  |
| Nr.                                                     | Titlu                          | Lungime |  |
| 1.                                                      | „Master Assassin”              | 3:21    |  |
| 2.                                                      | „City of Rome”                 | 5:32    |  |
| 3.                                                      | „Cesare Borgia”                | 2:21    |  |
| 4.                                                      | „Flags of Rome”                | 2:36    |  |
| 5.                                                      | „The Brotherhood Escapes”      | 1:58    |  |
| 6.                                                      | „Brotherhood of the Assassins” | 3:03    |  |
| 7.                                                      | „The Pantheon”                 | 3:06    |  |
| 8.                                                      | „Villa Under Attack”           | 2:13    |  |
| 9.                                                      | „Echoes of the Roman Ruins”    | 2:51    |  |
| 10.                                                     | „Borgia Tower”                 | 2:14    |  |
| 11.                                                     | „Borgia Occupation”            | 3:02    |  |
| 12.                                                     | „Roman Underworld”             | 3:46    |  |
| 13.                                                     | „Countdown”                    | 3:30    |  |
| 14.                                                     | „Borgia — The Rulers of Rome”  | 3:57    |  |
| 15.                                                     | „Ezio Confronts Lucrezia”      | 2:56    |  |
| 16.                                                     | „Battle in Spain”              | 1:39    |  |
| 17.                                                     | „Fight of the Assassins”       | 2:38    |  |
| 18.                                                     | „Desmond Miles”                | 4:41    |  |
| 19.                                                     | „VR Room”                      | 2:43    |  |
| 20.                                                     | „Apple Chamber”                | 4:55    |  |

| Assassin's Creed: Brotherhood [Ediția Codex/Ediția Collector] - Coloana Sonoră |                                                                         |         |  |
| Nr.                                                                            | Titlu                                                                   | Lungime |  |
| 1.                                                                             | „Borgia Occupation”                                                     | 3:03    |  |
| 2.                                                                             | „Master Assassin”                                                       | 3:20    |  |
| 3.                                                                             | „Cesare Borgia” (Extended from the digital release)                     | 3:01    |  |
| 4.                                                                             | „Infiltrating the Borgia Castle” (Flags of Rome in the digital release) | 2:36    |  |
| 5.                                                                             | „City of Rome”                                                          | 5:33    |  |
| 6.                                                                             | „The Brotherhood Escapes”                                               | 2:03    |  |
| 7.                                                                             | „Brotherhood of the Assassins”                                          | 3:03    |  |
| 8.                                                                             | „The Pantheon”                                                          | 3:05    |  |
| 9.                                                                             | „Villa Under Attack”                                                    | 2:13    |  |
| 10.                                                                            | „Echoes of the Roman Ruins”                                             | 2:52    |  |
| 11.                                                                            | „Rome Countryside”                                                      | 3:01    |  |
| 12.                                                                            | „Borgia Tower”                                                          | 2:13    |  |
| 13.                                                                            | „Roman Underworld”                                                      | 3:45    |  |
| 14.                                                                            | „Countdown”                                                             | 3:34    |  |
| 15.                                                                            | „Borgia — The Rulers of Rome”                                           | 4:00    |  |
| 16.                                                                            | „Ezio Confronts Lucrezia”                                               | 2:58    |  |
| 17.                                                                            | „Legacy of the Borgia Family”                                           | 2:31    |  |
| 18.                                                                            | „Battle in Spain”                                                       | 1:36    |  |
| 19.                                                                            | „Fight of the Assassins”                                                | 2:37    |  |
| 20.                                                                            | „Desmond Miles”                                                         | 4:47    |  |
| 21.                                                                            | „VR Room”                                                               | 2:49    |  |
| 22.                                                                            | „End Fight (AC2 Bonus Track)”                                           | 1:37    |  |

## Edițiile de retail
| Conținut                                     | Standard (console & PC) | Ediția Special (console & PC)              | Ediția Auditore (console & PC)                                                  | Ediția Collector (doar console)                  | Ediția Limited Codex (console & PC) | Ediția Digital Deluxe (doar PC) | Ediția Da Vinci (doar console)                                   |
| -------------------------------------------- | ----------------------- | ------------------------------------------ | ------------------------------------------------------------------------------- | ------------------------------------------------ | ----------------------------------- | ------------------------------- | ---------------------------------------------------------------- |
| Discul jocului                               | Da                      | Da                                         | Da                                                                              | Da                                               | Da                                  | Da (digital)                    | Da                                                               |
| Disc bonus cu making of și coloana sonoră    | Nu                      | Nu                                         | Nu                                                                              | Da                                               | Da                                  | Da (digital)                    | Nu                                                               |
| Carduri cu personajele din modul multiplayer | Nu                      | Nu                                         | Da                                                                              | Nu                                               | Da                                  | Da (digital)                    | Nu                                                               |
| DVD Assassin's Creed: Lineage                | Nu                      | Nu                                         | Da                                                                              | Nu                                               | Da (doar în Europa)                 | Da (digital)                    | Nu                                                               |
| Hărțile din modul single-player              | Nu                      | Da (Piața Traian)                          | Da (Apeductul)                                                                  | Da (Piața Traian și Apeductul)                   | Da (Piața Traian și Apeductul)      | Da (Piața Traian și Apeductul)  | Da (Piața Traian și Apeductul)                                   |
| Personajele din modul multiplayer            | Nu                      | Da (Ofițerul sau Bufona)                   | Nu                                                                              | Da (Ofițerul)                                    | Da (Ofițerul și Bufona)             | Da (Ofițerul și Bufona)         | Da (Ofițerul, Bufona, Dama Rossa, Cavalerul, Marchizul și Paria) |
| Pachet exclusiv                              | Nu                      | Nu                                         | Da (cutie transparentă cu portrete termoformate 3D cu Ezio și efectul "Animus") | Da (Cutie neagră de carton ce se poate împături) | Da (pachetul cufărului de colecție) | Nu                              | Nu                                                               |
| DLC-ul Dispariția lui Da Vinci               | Nu                      | Nu                                         | Nu                                                                              | Nu                                               | Nu                                  | Nu                              | Da                                                               |
| Armura Drachen Helmschmied pentru Ezio       | Nu                      | Da (doar ca bonus de precomandă pe Amazon) | Da                                                                              | Nu                                               | Da                                  | Da                              | Da                                                               |
| Hartă cu Roma din joc                        | Nu                      | Nu                                         | Nu                                                                              | Da                                               | Da                                  | Da (digital)                    | Nu                                                               |
| Jucărie Jack-in-the-box                      | Nu                      | Nu                                         | Nu                                                                              | Da (Doctorul sau Bufona)                         | Nu                                  | Nu                              | Nu                                                               |
| Benzi desenate                               | Nu                      | Nu                                         | Nu                                                                              | Da                                               | Nu                                  | Nu                              | Nu                                                               |
| Codex                                        | Nu                      | Nu                                         | Nu                                                                              | Nu                                               | Da                                  | Da (digital)                    | Nu                                                               |

Există anumite ediții speciale diferite de retail pentru Assassin's Creed: Brotherhood, care sunt disponibile în diferite regiuni. Există și un anumit număr de bonusuri de precomandă, care poate varia în funcție de magazin. Anumiți retaileri au oferit și acces la modul multiplayer în stadiul beta pentru platforma PlayStation 3 ca bonus de precomandă. Toate versiunile Assassin's Creed: Brotherhood pentru PlayStation 3 conțin DLC-uri exclusive și disponibile gratis, numite Conspirația Copernic, care au fost lansate pe PlayStation Store în data de 16 noiembrie 2010. Jucătorii au acces la câteva misiuni noi ce îl au în prim plan pe faimosul astronom renascentist Copernic. Conținutul suplimentar include misiuni de curierat, asasinări și protejare — Ezio va avea ca obiectiv demascarea conspirației împotriva lui Copernic și apărarea filozofiei sale. Versiunea pentru PC a lui Assassin's Creed: Brotherhood a fost lansată de Akella din Rusia într-o ediție Collector exclusivă, ce conține 6 figurine de metal cu personaje din modul multiplayer.

## Conținutul descărcabil

### Conținutul Uplay
Serviciul Uplay al celor de la Ubisoft deblochează diferite iteme pentru joc, iar acestea pot fi folosite cu ajutorul punctelor câștigate în joc. Premiile disponbile sunt o poză/temă de fundal Brotherhood pentru PC și PlayStation 3, Costumul Nobilului Florentin, Armura lui Altaïr, Robele lui Altaïr, Îmbunătățirea Capacității Pistolului și personajul Bufon.

### Conspirația Copernic
Conspirația Copernic este un pachet DLC pentru Assassin's Creed: Brotherhood, disponibil gratis, și lansat exclusiv pentru PlayStation 3, dar, cu ajutorul modding-ului, este disponibil și pentru PC. Se focusează pe faimosul astronom Nicolaus Copernic, care intră în divergențe cu Vaticanul, biserica nedorind ca publicul să fie învățat de Copernic despre astronomie. Pachetul constă din opt misiuni opționale, ce includ obiective de curierat, asasinări și protejare.

### Actualizarea 1.0 a Proiectului Animus
Actualizarea 1.0 a Proiectului Animus include un nou mod multiplayer de joc și o nouă hartă. Modul multiplayer de joc, Advanced Alliance, este o variantă mai complexă a modului Alliance; identificarea țintei se face mai greu, iar funcția lock-on este mai dificilă de folosit, deci se furnizează o provocare și mai mare pentru jucători. Cu trei echipe a câte doi jucători fiecare, Advanced Alliance este un test mai complicat pentru jucători și îi premiază doar pe aceia care lucrează împreună. Noua hartă, Mont Saint-Michel, este localizată pe o insula stâncoasă din Normandia, Franța. Topografia unică, cu străzi înguste, turnul înalt cu clopot, și arhitectura pe niveluri multiple, este perfectă pentru vânătorii și predatorii care adoră să apară de nicăieri și să-și sfâșie prada. Pentru a supraviețui, cei vânați trebuie să folosească parkour-ul și drumurile înguste în avantajul lor.

### Actualizarea 2.0 a Proiectului Animus
Actualizarea 2.0 a Proiectului Animus include un nou mod multiplayer de joc și o hartă. Harta Pienza furnizează un teren de joc favorabil parkour-ului, cu zone larg deschise, alei înguste și clădiri cu mai multe etaje pentru verticalitate suplimentară, unde predatorii și țintele se pot evapora rapid. În noul mod multiplayer de joc Chest Capture, două echipe a câte trei jucători se confruntă în rolul Vânătorilor și Protectorilor; ajutați de Templieri, Vânătorii vor încerca să fure conținutul cuferelor împrăștiate pe toată harta, iar protectorii vor trebui să prevină acest lucru. Tot în această actualizare este inclus și un Sistem de Scor Templier ce premiază recruții Abstergo. În acest DLC, este disponibil și modul de joc Advanced Alliance, spre deosebire de harta Mont Saint-Michel, care nu este disponibilă. Cele două DLC-uri nu pot fi activate concomitent, deci jucătorii nu pot beneficia în același timp de noua hartă sau noul mod de joc din actualizarea 1.0, și de harta și Sistemul de Scor Templier din actualizarea 2.0.

### Dispariția lui Da Vinci
Dispariția lui Da Vinci, DLC disponibil pe PlayStation Network și Xbox Live, prezintă un nou conținut atât pentru modul single player, cât și pentru cel multiplayer. Pentru cel single player, acest DLC include 8 misiuni noi, 2 locații noi, și 10 trofee/realizări. Conținutul pentru multiplayer include două moduri noi de joc, o hartă nouă, și patru personaje noi. În versiunea pentru PC, acest DLC este disponibil gratis (dar trebuie activat prin Uplay) împreună cu Actualizările Proiectului Animus. În martie, "Ediția Da Vinci" a lui Assassin's Creed: Brotherhood a fost lansată pentru console. Această versiune include și DLC-ul Dispariția lui Da Vinci.
Povestea se concentrează pe dispariția misterioasă a lui Leonardo da Vinci din anul 1506. Ezio ajunge la atelierul lui Leonardo împreună cu asistentul său Salaì, unde află că acesta a dispărut. Este dezvăluit apoi cum că Leonardo a găsit un seif secret, iar planurile sale au fost descoperite de către Ermetici, membri ai Cultului Hermes. Ezio găsește scrieri pe podea ce sugerează că ar trebui să găsească cinci picturi ale lui Leonardo, care erau odată expuse la Vila lui Ezio din Monteriggioni dar care acum lipsesc. Marea parte din această secvență se concentrează pe căutarea și recuperarea acestor picturi de către Ezio. După ce le găsește, Ezio descoperă o nouă locație subterană din Roma, unde și călătorește, pentru a afla că Da Vinci este ținut prizonier de Ermetici. După ce îl eliberează pe Leonardo, cei doi găsesc un alt seif, în care descoperă coordonatele 43 39 19 N și 75 27 42 V. Ezio îi spune că aceste numere "nu sunt pentru noi". La sfârșitul secvenței, sunt auzite două voci masculine (una dintre ele este a lui William Asasinul, tatăl lui Desmond) ce discută despre faptul că Desmond este în comă. Ele mai spun și că "avem coordonatele templului" / "păi și atunci ce mai așteptăm, să mergem." Acest DLC mai este numit tehnic și Actualizarea 3.0 a Proiectului Animus, și a inclus, la precomandă, personajele Bufona și Ofițerul pentru modul multiplayer, dar și Armura Drachen specială pentru Ezio.

## Recepție
Assassin's Creed: Brotherhood  a fost primit cu laude după lansare. Site-urile web GameRankings și Metacritic i-au acordat versiunii pentru Xbox 360 un scor de 90.55% respectiv 89/100, versiunii pentru PlayStation 3 un scor de 89.92% respectiv 90/100 iar versiunii pentru PC un scor de 87.64% respectiv 88/100. A câștigat premiul de Cel mai bun joc de acțiune-aventură la Premiile Spike 2010 Jocul a primit și nominalizări la 7 categorii BAFTA în 2011, inclusiv de Cel mai bun joc. A câștigat premiul la categoria Acțiune, pierzând în fața lui Mass Effect 2 la categoria de Cel mai bun joc.
Modul multiplayer a fost lăudat de mulți la E3 2010, unde a fost dezvăluit pentru prima oară. GameTrailers l-a considerat Cel mai bun joc Multiplayer al show-ului. Game Informer i-a acordat lui Brotherhood o notă de 9.25/10, argumentând că abilitatea de a forma un grup de adepți este o îmbunătățire față de gameplay-ul jocului anterior, și că noul mod multiplayer este ceva nemaivăzut până acum. În recenzia publicației, s-au acordat note mari și la capitolele grafică, sunet și dublaj.
Eurogamer a lăudat tot la Assassin's Creed: Brotherhood, acordându-i nota maximă 10/10, și a notat în special maturitatea poveștii: "Într-o misiune, Ezio întrerupe o tentativă de asasinare ce are loc în timpul unui spectacol despre Isus Cristos, în ruinele Colosseumului Roman. E nevoie de un calm și de o compasiune a dezvoltatorului pentru a manevra cu o așa dexteritate niște concepte țepoase, iar acest lucru reflectă maturitatea celor de la Ubisoft Montreal în asemenea provocări...Brotherhood construiește un mister șocant cu ajutorul unor personaje convingătoare ce sunt înconjurate de secrete, și susține jucatul – iar nimic nu pare nelalocul lui."  În decembrie 2015, Game Informer a clasat jocul pe locul 1 într-o ierarhie a celor mai bune jocuri Assassin's Creed de până la ora actuală.
Recenziile pentru versiunea de pe PC au pus întrebări în legătură cu amânarea lansării de pe această platformă, de vreme ce jocul era efectiv neschimbat față de versiunea pentru console, făcându-se abstracție de îmbunătățirile grafice și conținutul suplimentar insignifiant. Cu toate acestea, mulți au lăudat Ubisoft pentru eliminarea protecției DRM, care a bântuit versiunea de pe PC a lui Assassin's Creed II, dar și pentru conținutul descărcabil disponibil fără niciun cost.

### Vânzări
Jocul a atins pragul de un milion de unități vândute în mai puțin de o săptămână de la lansare. Assassin's Creed: Brotherhood a devenit cel mai profitabil titlu european al lui Ubisoft din toate timpurile. Este și cea mai profitabilă lansare a vreunui joc din noiembrie 2010. Din luna mai 2011, Ubisoft a anunțat că jocul a fost vândut în peste 8 milioane de copii și a ajutat întreaga serie Assassin's Creed să atingă pragul de 28 milioane de unități vândute.

## Continuare
Pe 5 mai 2011, a fost dezvăluit că Assassin's Creed: Revelations este următorul joc din ramura principală a seriei Assassin's Creed. A fost lansat pe 15 noiembrie 2011. Acest joc este al doilea titlu care are trei personaje jucabile (Altaïr, Ezio și Desmond) după Assassin's Creed II, care s-a focusat pe Ezio și Desmond, în timp ce Altaïr a avut parte de o mică apariție cameo jucabilă. Are loc în Constantinopol, la apogeul Imperiului Otoman. Revelations a readus expriența multiplayer-ului introdusă inițial în Assassin's Creed Brotherhood cu "mai multe moduri, hărți, și personaje" conform anunțului oficial. Este și ultimul joc în care apare Ezio.